# 1580 w literaturze
Wydarzenia literackie w 1580 roku.

## Nowe książki
- zagraniczne
  - Michel de Montaigne - Próby

## Nowe poezje
- polskie
  - Jan Kochanowski:
    - Lyricorum libellus
    - Pieśni trzy
    - Treny

## Urodzili się
- Francisco de Quevedo y Villegas, pisarz hiszpański (zm. 1645)).

## Zmarli
- 10 czerwca – Luís de Camões, portugalski poeta
- Raphael Holinshed, angielski kronikarz (ur. 1529)